# ESPN 6 (Latinoamérica)
ESPN 6 es un canal de televisión por suscripción latinoamericano de origen estadounidense especializado en deportes. Fue lanzado como Fox Sports 3 el 5 de noviembre de 2012 en reemplazo de la variante latinoamericana de Speed. El canal es propiedad de The Walt Disney Company Latin America y es operado por Disney Media Networks Latin America.
La programación inicial de Fox Sports 3 estaba orientada mayormente a los deportes de motor, carreras automovilísticas y deportes extremos. Se transmitía la Fórmula 1, las prácticas libres y las clasificaciones en diferido y la carrera.

## Historia
El 30 de octubre de 2012, Fox International Channels ofreció una conferencia en la Ciudad de México donde dio a conocer el nuevo logotipo de la cadena Fox Sports, así como un nuevo canal llamado Fox Sports 3. El Vicepresidente de Programación y Producción de esta marca, Fausto Cevallos, comentó que esta nueva señal se enfocara en deportes extremos, de contacto y al automovilismo:

«Sabemos y siempre lo hemos sabido que el automovilismo, los deportes extremos y de contacto tienen un gran mercado, y yo creo que no muchos canales en Latinoamérica lo habían hecho... la idea es hacerlo de buena manera, con buenos contenidos.»
Fausto Cevallos

Los días 15 y 16 de diciembre de 2012, Fox Sports 3 transmitió la Carrera de Campeones que se realizó en Tailandia, siendo la primera vez que este evento es transmitido en vivo para Latinoamérica, y fue transmitido hasta 2016.
El canal también lanzó su propia señal en alta definición, primero distribuida por UNE en Colombia (actualmente Tigo UNE), al agregarla a su oferta de canales en abril de 2013. Más adelante, se agregó el canal en la grilla de GTD Manquehue en Chile en junio del mismo año.
Las coberturas de los deportes motor en Fox Sports 3 terminaron en 2022 siendo la mayoría absorbidas por ESPN (excepto en Argentina y México), en reemplazo de los deportes motor que emitió (excepto retransmisiones de la Fórmula 1), en la actualidad retransmiten partidos en diferido de fútbol, programas antiguos especiales de Fox Sports, retransmisiones de luchas de la WWE y retransmisiones de combates de la UFC.
El 10 de noviembre de 2023 se informó extraoficialmente que el canal pasaría a llamarse ESPN 6 a partir del 15 de febrero de 2024, junto a Fox Sports 2 que pasaría a llamarse ESPN 7.
El 7 de enero de 2024 el canal emite su último evento en vivo antes de su cambio de nombre, que fue el partido entre Green Bay Packers vs. Chicago Bears por la temporada regular de la NFL 2023.